# Alphabet łacinka

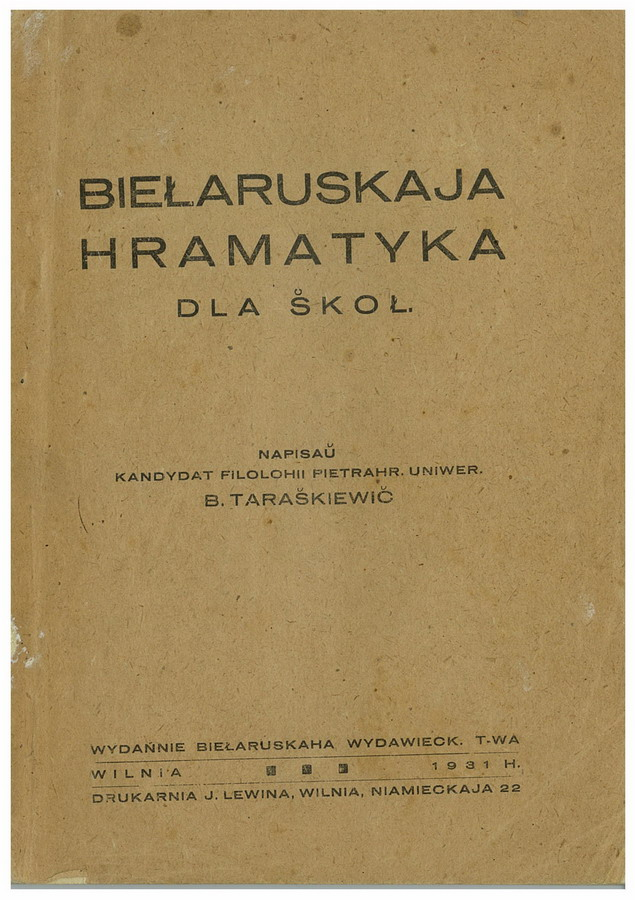
Couverture d’un livre d’orthographe scolaire utilisant l’alphabet łacinka publié à Wilno en 1931.

 (février 2015).
Si vous disposez d'ouvrages ou d'articles de référence ou si vous connaissez des sites web de qualité traitant du thème abordé ici, merci de compléter l'article en donnant les références utiles à sa vérifiabilité et en les liant à la section « Notes et références ».
L'alphabet łacinka est une variante de l'alphabet latin servant à écrire la langue biélorusse (ou biélorussienne).

## Composition
L'alphabet łacinka comprend les lettres suivantes :
| A a | B b | C c | Ć ć   | Č č | D d | DZ dz | DŹ dź | DŽ dž | E e |
| F f | Gg  | H h | CH ch | I i | J j | K k   | L l   | Ł ł   | Mm  |
| N n | Ń ń | O o | P p   | R r | S s | Ś ś   | Š š   | T t   | U u |
| Ŭ ŭ | V v | Y y | Z z   | Ź ź | Ž ž |       |       |       |     |

## Histoire
L'alphabet latin pour le biélorusse apparaît à la fin du XVIe siècle sur le modèle de l'orthographe du polonais et du tchèque. Le premier journal en biélorusse publié de 1862 à 1863, Mużyckaja prauda, utilise cette orthographe. Elle reste en concurrence avec l'orthographe cyrillique, le journal Nacha Niva (1906-1915) paraissant dans les deux formes. L'alphabet łacinka est employé entre les deux guerres par les intellectuels biélorusses en Pologne et en Lituanie alors que l'alphabet cyrillique domine en Union soviétique. 
Le système connaît plusieurs variantes historiques et diffère de la translittération officielle des toponymes biélorusses en alphabet latin.

### Articles
- Alphabet cyrillique biélorusse
- Alphabet arabe biélorusse
- Romanisation du biélorusse
- Groupe de rock NRM